# Antonio Gnoli
Antonio Gnoli (Roma, 16 aprile 1949) è un giornalista italiano.

## Biografia
Dopo un'esperienza a il manifesto, è entrato a la Repubblica, dove ha ricoperto la carica di caporedattore delle pagine culturali. Specializzato in interviste a filosofi, intellettuali e artisti, ha approfondito molti incontri in volumi, tra cui si ricordano: La nostalgia dello spazio (con Bruce Chatwin), Milano, Bompiani, 2000; Sanguineti's song: conversazioni immorali (con Edoardo Sanguineti), Milano, Feltrinelli, 2006; La luce dell'ateo (con Gianfranco Ferroni), Milano, Bompiani, 2009; I corrotti e gli inetti: conversazioni su Machiavelli (con Gennaro Sasso), Milano, Bompiani, 2013; Passo d'uomo (con Francesco De Gregori), Roma-Bari, Laterza, 2016; La mente apocalittica: conversazioni su Dante (con Giacomo Marramao, Carlo Ossola e altri), Roma, Treccani, 2021. Importanti anche le "conversazioni" in collaborazione con Franco Volpi, tra cui si ricordano: I prossimi titani: conversazioni con Ernst Jünger, Milano, Adelphi, 1997 (traduzione tedesca Wien-Leipzig, Karolinger, 2002); Il dio degli acidi: conversazioni con Albert Hofmann, Milano, Bompiani, 2003; L'ultimo sciamano: conversazioni su Heidegger, Milano, Bompiani, 2006.